# Можейко, Геннадий Николаевич
Генна́дий Никола́евич Може́йко (бел. Генадзь Мікалаевіч Мажэйка; род. 11 мая 1982, Минск, БССР, СССР) — белорусский журналист, работающий в издании «КП в Белоруссии», политический заключённый. 1 октября 2021 года был задержан в связи с профессиональной деятельностью, белорусские и российские журналисты и правозащитники призвали освободить его.

## Биография
Родился 11 мая 1982 год в Минске. В 2004 году окончил Белорусский государственный университет информатики и радиоэлектроники. С 2009 года работает в газете «КП в Белоруссии», белорусской версии газеты «Комсомольская правда». В 2011 году занял второе место в фотоконкурсе Belarus Press Photo. Писал на темы, связанные с транспортом, технологиями, историей, армией и военной техникой.
В августе 2020 года Можейко освещал события первых дней массовых протестов. В ночь с 11 на 12 августа 2020 года по заданию редакции работал в микрорайоне Серебрянка в составе группы из четырёх журналистов «Комсомольской правды». Несмотря на наличие жилета с надписью «Пресса» и белой каски, был легко избит неизвестными силовиками. Позднее он вспоминал: «Весь наш „диалог“ сопровождался криками и угрозами, тычками дубинками по ногам, по рукам. Больше всего досталось нашему водителю. Он отвернулся, чтобы открыть багажник, наклонился, а его начали бить по рукам и ногам».
28 сентября 2021 года в квартире на западе Минска произошла перестрелка между сотрудниками спецподразделения КГБ Республики Беларусь «Альфа» в гражданском и минчанином Андреем Зельцером, в результате которой погибли Зельцер и один из сотрудников КГБ. Можейко оперативно подготовил заметку для интернет-сайта «КП в Белоруссии», которая была опубликована в 22 часа. В процессе написания материала он взял комментарий у одноклассницы Зельцера, которая охарактеризовала его положительно. Утром 29 сентября интернет-сайт издания был заблокирован Министерством информации Белоруссии без предварительного уведомления, и вероятно причиной блокировки называлась статья Можейко. Отмечалось также, что сайт издания был недоступен и из России. Впоследствии белорусская редакция «Комсомольской правды» отредактировала заметку, а затем удалила её.
30 сентября 2021 года Можейко находился в Москве, откуда звонил матери. 1 октября в его квартире в Минске был проведён обыск, а вечером стало известно, что Можейко задержан и находится в центре изоляции правонарушителей по переулку Окрестина в Минске. Белорусский правозащитный центр «Весна», первым сообщивший об аресте Можейко, заявил, что его задержали в Москве. Постоянная комиссия по правам человека в информационной сфере Совета при президенте России по развитию гражданского общества и правам человека призвала освободить Можейко. 4 октября 2021 года пресс-секретарь президента России Дмитрий Песков прокомментировал задержание Можейко, заявив, что не может одобрять арест журналиста за его профессиональную деятельность. 4 октября 2021 года Союз журналистов России призвал освободить Можейко.
6 октября 2021 года совместным заявлением шести организаций, среди которых Правозащитный центр «Весна», Белорусский Хельсинкский комитет, Белорусский ПЕН-центр, Можейко был признан политическим заключённым. 11 октября стало известно, что Можейко предъявили обвинения по двум статьям УК РБ за разжигание социальной вражды (ст. 130) и оскорбление представителя власти (ст. 369).
23 марта 2023 года Минский городской суд приговорил Можейко к трём годам заключения в колонии общего режима.